# Otsego (Minnesota)
Otsego é uma cidade localizada no estado americano de Minnesota, no Condado de Wright.

## Demografia
Segundo o censo americano de 2000, a sua população era de 6389 habitantes.
Em 2006, foi estimada uma população de 12.067, um aumento de 5678 (88.9%).

## Geografia
De acordo com o United States Census Bureau tem uma área de
78,6 km², dos quais 76,1 km² cobertos por terra e 2,5 km² cobertos por água.

## Localidades na vizinhança
O diagrama seguinte representa as localidades num raio de 12 km ao redor de Otsego.